# Maximiliano Richeze Araquistain
Ariel Maximiliano Richeze Araquistain (Tandil, Buenos Aires, 7 de març de 1983) és un ciclista argentí, professional des del 2006 fins al 29 de gener de 2023. Bon esprintador, en el seu palmarès destaquen diverses etapes en curses disputades a Amèrica del Sud i, sobretot, dues etapes del Giro d'Itàlia de 2007, aconseguides gràcies a la desqualificació d'Alessandro Petacchi per dopatge. L'any següent va ser ell mateix el que va donar positiu per estanazol i fou sancionat amb dos anys sense poder competir.
Els seus germans Mauro i Roberto també s'han dedicat professionalment al ciclisme.

## Palmarès
- 2003
  - Campió de l'Argentina del quilòmetre
  - Vencedor d'una etapa a la Clàssica de l'Oeste-Doble Bragado
- 2004
  - Vencedor d'una etapa a la Clàssica de l'Oeste-Doble Bragado
  - Vencedor d'una etapa a la Volta per un Xile Líder
- 2005
  - Campió panamericà sub-23 en ruta
  - 1r al Circuit del Porto-Trofeo Arvedi
  - 1r a l'Astico-Brenta
  - Vencedor de 2 etapes a la Clàssica de l'Oeste-Doble Bragado
  - Vencedor d'una etapa al Giro del Vèneto
  - Vencedor d'una etapa al Tour de San Juan
- 2006
  - Vencedor d'una etapa al Tour de Langkawi
- 2007
  - Vencedor de 2 etapes al Giro d'Itàlia
  - Vencedor d'una etapa al Tour de San Juan
  - Vencedor d'una etapa al Tour de Langkawi
  - Vencedor d'una etapa al Giro del Trentino
  - Vencedor d'una etapa a la Volta a Luxemburg
- 2008
  - Vencedor de 2 etapes a la Volta a Turquia
  - Vencedor d'una etapa al Tour de San Luis
  - Vencedor d'una etapa al Circuit de La Sarthe
- 2011
  - Vencedor de 3 etapes a la Volta a Eslovàquia
  - Vencedor d'una etapa al Tour de Kumano
- 2012
  - Campió panamericà en ruta
  - 1r al Tour de Hokkaido i vencedor de 2 etapes
  - Vencedor d'una etapa a la Volta al Japó
  - Vencedor d'una etapa al Tour de Kumano
  - Vencedor de 3 etapes a la Volta a Sèrbia
  - Vencedor de 4 etapes a la Volta a Veneçuela
- 2016
  - Vencedor d'una etapa a la Volta a Suïssa
- 2017
  - Vencedor de 2 etapes a la Volta a San Juan
- 2018
  - Vencedor d'una etapa a la Volta a San Juan
  - Vencedor d'una etapa a la Volta a Turquia
- 2019
  - Campió d'Argentina en ruta
  - Campió dels Jocs Panamericans en ruta

### Resultats al Giro d'Itàlia
- 2006. 138è de la classificació general
- 2007. 92è de la classificació general. Vencedor de 2 etapes
- 2008. Abandona
- 2015. 127è de la classificació general
- 2017. 148è de la classificació general
- 2020. No surt (16a etapa)
- 2021. 137è de la classificació general
- 2022. 142è de la classificació general

### Resultats a la Volta a Espanya
- 2013. 141è de la classificació general
- 2014. 138è de la classificació general
- 2015. 152è de la classificació general
- 2019. 148è de la classificació general

### Resultats al Tour de França
- 2014. No surt (6a etapa)
- 2016. 144è de la classificació general
- 2018. 135è de la classificació general
- 2019. 149è de la classificació general